# 全日本剣道連盟
公益財団法人全日本剣道連盟（ぜんにほんけんどうれんめい）は、日本において剣道を中心として、居合道、杖道などの武道（三道）を統轄する団体。当初は薙刀（なぎなた）も傘下に収めていた。略称は全剣連。
全国47の都道府県剣道連盟を加盟団体として構成している。日本武道協議会、公益財団法人日本スポーツ協会、公益財団法人日本オリンピック委員会、国際剣道連盟にも加盟している。

## 事業
- 剣道、居合道、杖道の講習会の開催、指導者の養成
- 段級位、称号の審査及び授与
- 剣道功労者の表彰
- 古武道の伝承及び資料収集
- 広報誌『月刊剣窓』及び関係図書の発行

などを行なっている。

## 沿革
- 1946年（昭和21年）10月31日、大日本武徳会が解散。
- 1950年（昭和25年）3月5日、全日本剣道競技連盟が設立されるが、全日本撓競技連盟と改称。
- 1952年（昭和27年）10月14日、全日本剣道連盟結成。
- 1954年（昭和29年）3月14日、全日本剣道連盟と全日本撓競技連盟が合併し、全日本剣道連盟に統一。
- 1955年（昭和30年）、薙刀（なぎなた）が全日本薙刀連盟を結成し独立。
- 1956年（昭和31年）、全日本剣道連盟居合道部、杖道部を創設。
- 1958年（昭和33年）7月28日、宮内庁から天皇盃を下賜される[1]。
- 1972年（昭和47年）2月、財団法人となる。
- 1997年（平成9年）、宮内庁から皇后盃を下賜される。
- 2012年（平成24年）4月1日、一般財団法人に移行。
- 2020年（令和2年) 9月16日、公益財団法人に移行。

## 組織

### 役員
会長　1名
副会長　3名以内
事務理事　1名
常任理事　12名以内
理事　16名以内
監事　3名以上5名以内　

### 専門委員会
- 総務委員会

- 普及委員会

- 指導委員会

- 称号・段位委員会

- 試合・審判委員会

- 強化委員会

- 社会体育指導員委員会

- 国際委員会

- 居合道委員会

- 杖道委員会

- 医・科学委員会

- 広報委員会

- アンチ・ドーピング委員会

## 歴代会長

### 全日本剣道連盟会長
| 代 |            | 出身校     | 経歴                             |
| -- | ---------- | ---------- | -------------------------------- |
| １ | 木村篤太郎 | 東大法卒   | 検事総長、司法大臣、法務大臣     |
| ２ | 石田和外   | 東大法卒   | 最高裁判所長官                   |
| ３ | 河合堯晴   |            | 日本鉱業会長、日本鉱業協会会長   |
| ４ | 庄子宗光   | 東大法卒   | 満州帝国武道会剣道部委員長       |
| ５ | 大島功     |            |                                  |
| ６ | 景山二郎   | 東大法卒   | 内務・警察官僚                   |
| ７ | 武安義光   | 東大工卒   | 商工官僚                         |
| ８ | 張富士夫   | 東大法卒   | トヨタ自動車名誉会長。           |
| ９ | 稲川泰弘   | 東大法卒   | 経産官僚、資源エネルギー庁長官   |
| 10 | 網代忠宏   | 日体大卒   | 東海大学名誉教授                 |
| 11 | 真砂威     | 近畿大中退 | 警察大学校剣道名誉師範・常任講師 |

## 顕彰
剣道功労章
1964年（昭和39年）に設けられた。後述する剣道功労賞とは異なる。範士十段を受有する者の中から、全日本剣道連盟会長が理事会に諮ってこれを授与した。年額5万円（昭和42年度から10万円）の終身年金が支給された。1975年（昭和50年）末までの受章者は3名。持田盛二、斎村五郎、大麻勇次。
剣道特別功労賞
1992年（平成4年）、全日本剣道連盟創立40年の折に設けられた。長年にわたり特別の貢献をした長老に贈られる。2013年（平成25年）現在、受賞者は6名。大野操一郎（1992年）、矢野一郎（1992年）、井上正孝（2001年）、植田一（2001年）、石原忠美（2003年）、森島健男（2009年）。
剣道功労賞
1995年（平成7年）に設けられた。毎年秋に贈呈式が行われている。2005年（平成17年）度末までの受賞者は48名。
剣道有功賞
1995年（平成7年）に設けられた。毎年秋に贈呈式が行われている。2005年（平成17年）度末までの受賞者は666名。
少年剣道教育奨励賞
2004年（平成16年）に設けられた。各都道府県剣道連盟などの推薦に基づき、少年剣道を育成する団体（一部個人）に贈られる。
剣道殿堂顕彰

## 関連団体
- 全日本実業団剣道連盟
- 全日本学校剣道連盟
- 全日本官公庁剣道連盟
- 全日本学生剣道連盟
- 全国高等学校体育連盟剣道部
- 全国高等学校体育連盟定時制通信制剣道部
- 日本中学校体育連盟剣道部
- 全日本剣道道場連盟

## 主催大会
- 全日本剣道選手権大会
- 全日本女子剣道選手権大会
- 全日本居合道大会
- 全日本杖道大会
- 全日本選抜剣道八段優勝大会
- 全日本東西対抗剣道大会
- 全国家庭婦人剣道大会
- 全日本都道府県対抗剣道優勝大会
- 全日本剣道演武大会
- 全日本少年少女武道（剣道）錬成大会

## 制定形
- 日本剣道形（大日本帝国剣道形を改称）
- 木刀による剣道基本技稽古法
- 全日本剣道連盟居合
- 全日本剣道連盟杖道